# 枝江酒
枝江酒是湖北宜昌出产的一系列白酒，源于1817年创立的“谦泰吉”酒坊：1950年代初当局合并“谦泰吉”、“郑东记”、“陈永兴”、“周林记”、“田顺兴”五家酒坊成立“地方国营枝江酒厂“，并于1954年引进四川小曲酒的生产技术，产出枝江小曲，为米香型白酒。后又开发出枝江大曲，为浓香型白酒。1998年6月酒厂改制为股份制，2009年被维维豆奶收购，成为民企，2020年被转售给江苏综艺控股有限公司；现有品牌包括百年枝江、柔雅枝江、大师原酌、和光瓶酒。